# برونهامل
برونهامل (به فرانسوی: Brunehamel) یک کمون در فرانسه است که در ان (ا-دو-فرانس) واقع شده‌است. برونهامل ۸٫۹ کیلومتر مربع مساحت دارد ۲۵۶ متر بالاتر از سطح دریا واقع شده‌است.